# Гуннлед
Гу́ннлёд — в германо-скандинавской мифологии великанша, дочь Гуттунга.

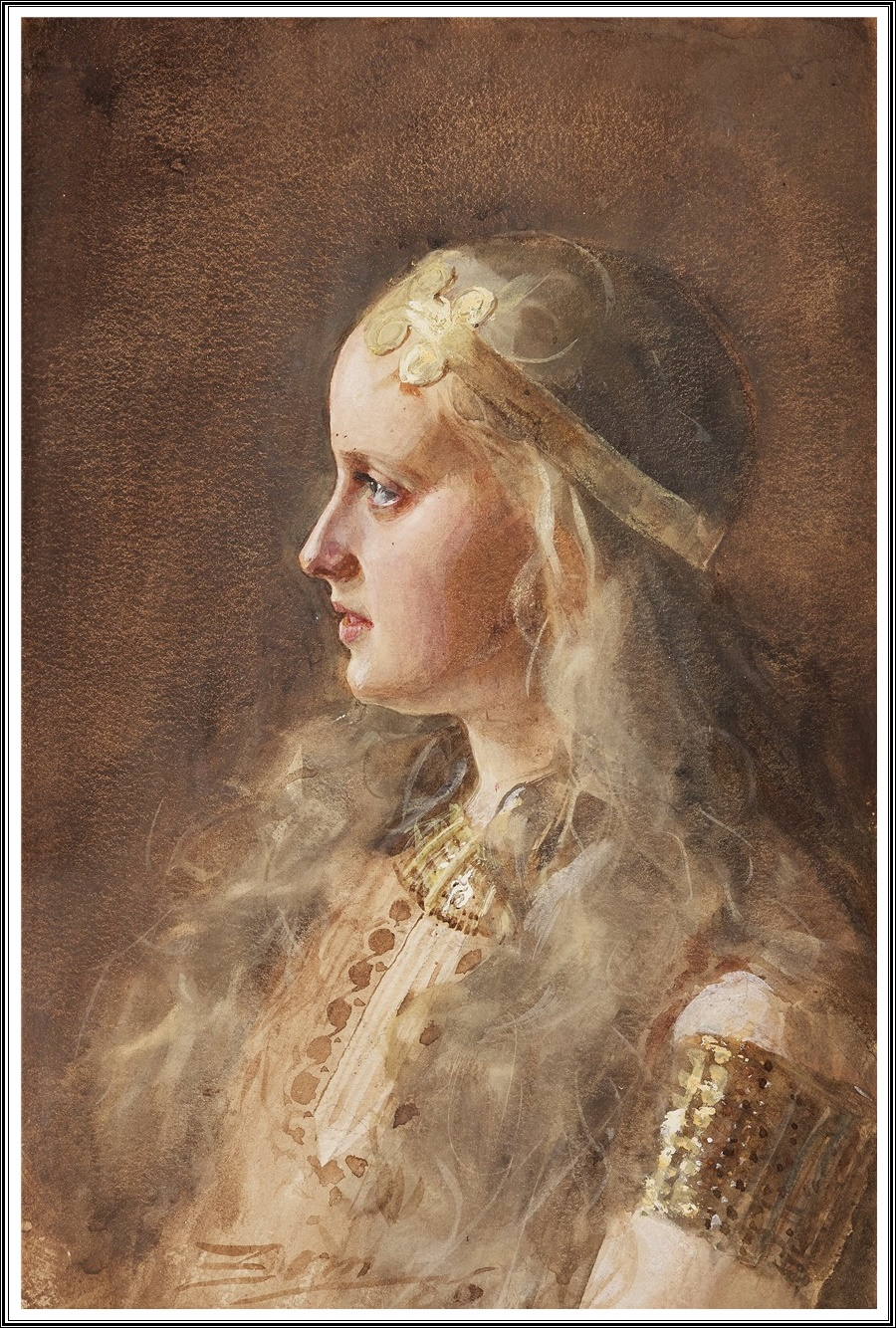
Гуннлёд

Охраняла «мёд поэзии», добытый отцом у гномов Фьялара и Галара. Один проник к ней в пещеру и, представившись Бёльверком (то есть «злодеем»), пробыл у неё три дня. Платой за это время были три глотка ценного напитка. За три глотка Один осушил все запасы «мёда поэзии». Дальнейшая её судьба неизвестна.
В честь Гуннлед назван астероид (657) Гунлёд, открытый в 1908 году.

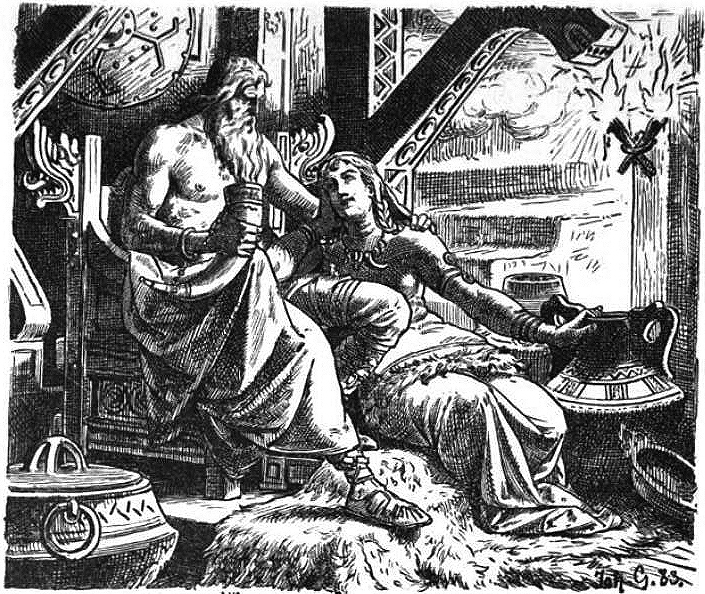
Один и Гуннлёд